# ×Elymotrigia
× Elymotrigia là một chi thực vật có hoa trong họ Hòa thảo (Poaceae).

## Loài
Chi × Elymotrigia gồm các loài: